# Geoplan
Geoplan et Geospace sont des logiciels de construction de figures mathématiques en deux ou trois dimensions. Ils fonctionnent sur Windows, et les codes sources sont distribués selon les termes de la licence CeCILL pour la version ActiveX, GNU GPL pour version Java.

## Présentation
Ces logiciels de construction ont une double fonctionnalité :
- d'une part la création d'objets mathématiques reliés éventuellement entre eux, avec un codage très proche de leur description en langage mathématique habituel ;
- d'autre part l'interprétation de ces objets pour en donner une représentation graphique dynamique et interactive, cette interactivité étant également exploitable sur Internet avec Internet Explorer.

En facilitant les tracés, Geoplan rend la géométrie expérimentale et naturelle. Les objets primitifs (point, droite, ligne, plan) sont implicitement définis par le tracé fait par le logiciel. Le logiciel permet de définir et d'utiliser des points ou objets situés hors de la figure (sans faire de zoom). Il est possible de fabriquer des macros : prototypes qui, à partir d'objets de départ, fournissent un objet résultant. Geoplan est aussi un logiciel de géométrie analytique, avec toutes les facilités de calculs et de tracés sur les coordonnées. Le partage d'un segment en trois peut ainsi se faire directement en plaçant un point d'abscisse 1/3 sans passer nécessairement par une construction à la règle et au compas. Il permet de construire des fonctions et peut aussi être appliqué à d'autres champs mathématiques que la géométrie : analyse, arithmétique, etc.

## Figures géométriques
Les figures relèvent de la géométrie dynamique : certains points de la figure peuvent être pilotés à la souris, induisant éventuellement des variations d'autres objets géométriques. 
Le tracé de deux points permet de définir une droite, si les points sont confondus, seul un pixel sera tracé. Avec deux droites, Geoplan permet de tracer le point d'intersection. Si les droites sont parallèles ou confondues, il ne se passe rien, mais à l'affichage, les coordonnées du point d'intersection sont remplacées par une étoile.
Beaucoup de problèmes de géométrie peuvent se traduire sous la forme de problèmes d'existence ou de construction d'une figure géométrique, en général décrite implicitement par un texte. Résoudre un problème avec ces outils c'est transformer cette description implicite en une description explicite avec les objets de Geoplan-Geospace. Ainsi, une figure décrite par un texte commençant par : « Soit ABC un triangle isocèle de base BC », doit être explicitée pour Geoplan, dans une langue naturelle formalisée, en français, anglais, allemand ou italien, par :
```
B point libre ;
C point libre ;
d médiatrice du segment [BC] ;
A point libre sur la droite d.
Segment [AB],
Segment [BC],
Segment [AC].
```

La représentation dynamique permet de prendre en compte les invariants de la figure : le triangle isocèle conserve sa propriété lorsqu'un de ses sommets est déplacé.

## Interface graphique
L'interface est différente pour le logiciel lui-même et pour sa version ActiveX. Dans la version logiciel, des icônes ou des menus permettent de créer des objets à l'aide de fenêtres modales dont il faut indiquer les paramètres, au clavier ou à la souris en cliquant sur les objets. 
Dans la version ActiveX, l'accès aux commandes se fait en double-cliquant sur la figure. Actuellement les contrôles ActiveX ne permettent pas de charger ou d'enregistrer une figure, il faut copier-coller le texte de la figure dans une fenêtre du logiciel. Il n'y est pas non plus possible d'exporter la représentation graphique des figures.

## Technologie
Ces logiciels sont compatibles avec Windows, mais depuis la version Vista et les suivantes, les pages interactives Internet, qui reposent sur la technologie ActiveX, ne sont plus prises en charge. Géoplan/Géospace sont écrits en Delphi, et les codes sources ne sont pas facilement compilables sous Linux. Une version Java est en cours de développement à l'IREM de Montpellier.

## Distribution
Les fichiers binaires distribués sur le site officiel ne sont pas librement utilisables, ils sont soumis à une restriction. Cette restriction autorise seulement l'utilisation uniquement pour des applications pédagogiques gratuites. Le code source n'est pas accessible via le site officiel, il est néanmoins disponible sur le site web de l'Université Claude Bernard Lyon 1, sur la page de Christian Mercat, l'un des contributeurs du projet. Conformément à la licence CeCILL, les fichiers binaires générés à partir des sources sont utilisables sans restriction.

### Geoplan - Geospace
- AID-CREEM, l'Association pour l'Innovation Didactique, regroupe les membres du Centre de Recherche et d'Expérimentation pour l'Enseignement des Mathématiques, groupe qui a créé Geoplan et les imagiciels associés.

### Site académique
- Versailles : Mallettes pédagogiques